# C.C. Bønløkke
Christen Christensen Bønløkke (27. august 1828 i Landet Sogn, Tåsinge – 27. september 1908) var en dansk gårdejer og politiker.
Han blev født på Tåsinge, hvor hans fader var gårdfæster. Fæsteforholdene på øen var af den beskaffenhed, at den, der ikke kunne få sit hjemsted i fæste, kunne overhovedet hverken få hus eller gård, og Bønløkke drog af den grund ud i landet for at søge bo. Efter tre måneders søgen fandt han en gård på 76 tdr. land i Ålsø Sogn ved Grenaa. Den tilhørte Katholm gods og den fæstede han i 1851. Gårdens bygninger var forfaldne, dens marker i en ynkelig forfatning, og dens besætning bestod kun af 4 gamle skindmagre helmisser, 4 køer, 1 kalv og 6 får. Dette gjorde dog ikke Bønløkke forknyt, for han var vant til at tage fat, og at han også her fik noget udrettet, fremgår af, at der i løbet af fjorten år foregik følgende forandringer på hans gård. Den var fra en fæstegård blevet til selvejendom, og dens areal var ved køb udvidet således, at den nu var 100 tdr land stor. Markerne var bragt i god drift, besætningen var forøget til 6 gode heste og 40 kreaturer, alle bygningerne var nye og anselige, og hele ejendommen præsenterede sig som en af de bedste og smukkeste bøndergårde i Randers Amt. Bønløkke havde arbejdet utrætteligt og flittigt, men allerede fire år, før han var nået så vidt, havde det politiske liv lagt beslag på ham. Den 14. juni 1861 var han nemlig valgt til folketingsmand for Grenaakredsen. Han genvalgtes i marts 1864 til Rigsrådets Folketing men faldt i juni samme år for godsejer Christian Mourier-Petersen til Gammel Ryomgård.
Allerede næste år slog han dog denne igen, valgtes i 1866 til medlem af Rigsdagens Folketing og holdt derefter kredsen, lige til han i 1892 faldt for kaptajn Wilhelm Dinesen. I de mellemliggende år havde han flere gange ret vanskelige valgkampe at bestå med skiftende modkandidater. En af disse var to gange professor H. William Scharling, den senere finansminister. Fra 1892 til 1895 var Bønløkke ude af Folketinget, men sidstnævnte år valgtes han i Præstøkredsen, og blev siden stadig genvalgt. Ved Venstrereformpartiets dannelse var Bønløkke virksom, og han blev straks medlem af dets bestyrelse.
I Folketinget var Bønløkke altid venstremand. I 1878, da partiet sprængtes, tog han sin plads i den radikale fraktion og var i det hele altid Christen Bergs trofaste mand. Hans navn er ikke knyttet til noget rigsdagsarbejde af fremragende betydning, men han har altid røgtet sit hverv med stor samvittighedsfuldhed. I over 25 år blev han valgt til sekretær i Folketinget. Det eneste sagsområde, der havde hans særlige interesse, var skolesagen.
Henrik Wulff skriver om Bønløkke: "En Gang, medens Fonnesbech var Minister, havde Bønløkke Ordet og afleverede smilende og bukkende en Dynge Ubehageligheder udover den lige tæt ved siddende Minister. Fonnesbech blev ærgerlig over Metoden, rejste sig og bukkede ligesaa dybt for Bønløkke hver Gang denne bukkede for ham. Almindelig Latter. Bønløkke, der ikke er stiv i Papirerne, blev konsterneret og var lige ved at gaa fra det, da Ministeren forbarmede sig over ham og satte sig."
Omkring 1880 solgte han sin gård i Ålsrode, og fra sidst i 1880'erne slog han sig ned på Frederiksberg, hvor han ejede en villa, men mens han boede ved Grenaa, havde han forskellige tillidshverv. Han var en tid formand for sognerådet og formand for egnens skytteforening, fra 1881 til 1896 var han formand i repræsentantskabet for Grenaa Bank, og han var medlem af repræsentantskabet for Randers-Grenaa Banen, indtil denne overtoges af staten.
Han var gift med Marie Rasmusdatter (1829-1904). En datter af ham blev gift med Niels Pedersen-Nyskov.